# 藍晏蜓
藍晏蜓（学名：Aeshna cyanea）是一種蜻蜓。牠們長7厘米，體型較大。黑色的身體上有綠色的斑紋，雄性藍晏蜓的腹部更有藍色斑點。

## 行為
藍晏蜓是大型及色彩繽紛的蜻蜓。在湖邊及河邊都可以見到雄性的藍晏蜓。牠們會在空中螺旋式飛行，以身體撞擊其他的雄性來保護自己的領土。牠們會在廣泛的地方出沒，包括花園及林地。牠們非常好奇及會接近人類。雌性會在靜止或慢流的水中產卵，有時則會在苔蘚、蘆葦或腐木中產卵，產卵時並不怎麼引人注意。
牠們會以翅膀捕捉及吃多種昆蟲。

## 幼蟲

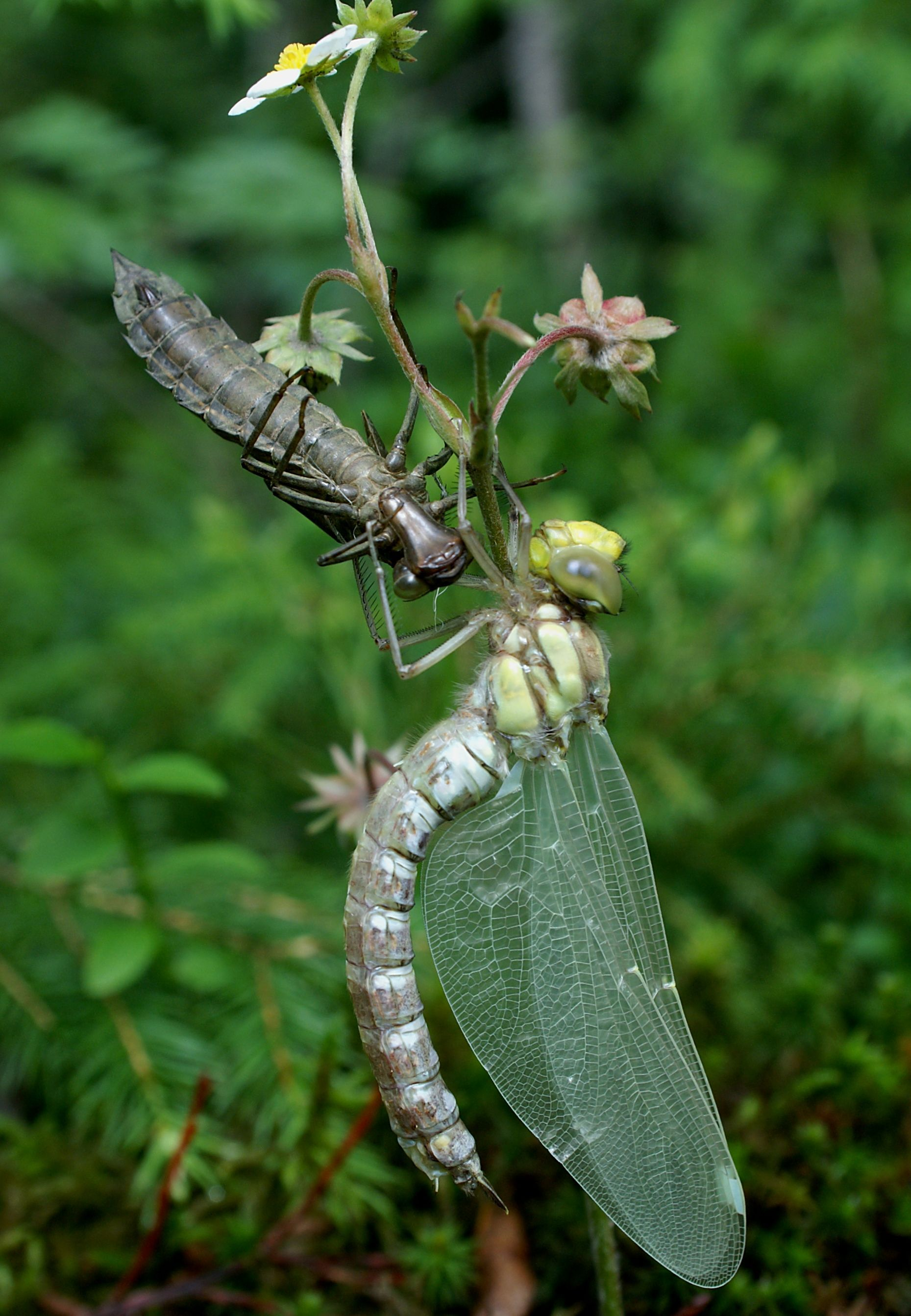
雌性藍晏蜓脫去幼蟲的甲穀。

藍晏蜓產卵是會猛戳其腹部。前一年夏天或秋天所產的卵會於春天孵化。幼蟲會吃水中的昆蟲、蝌蚪及細小的魚類。幼蟲經過三年的發育後會於7月至8月成蟲。

Aeshna cyanea

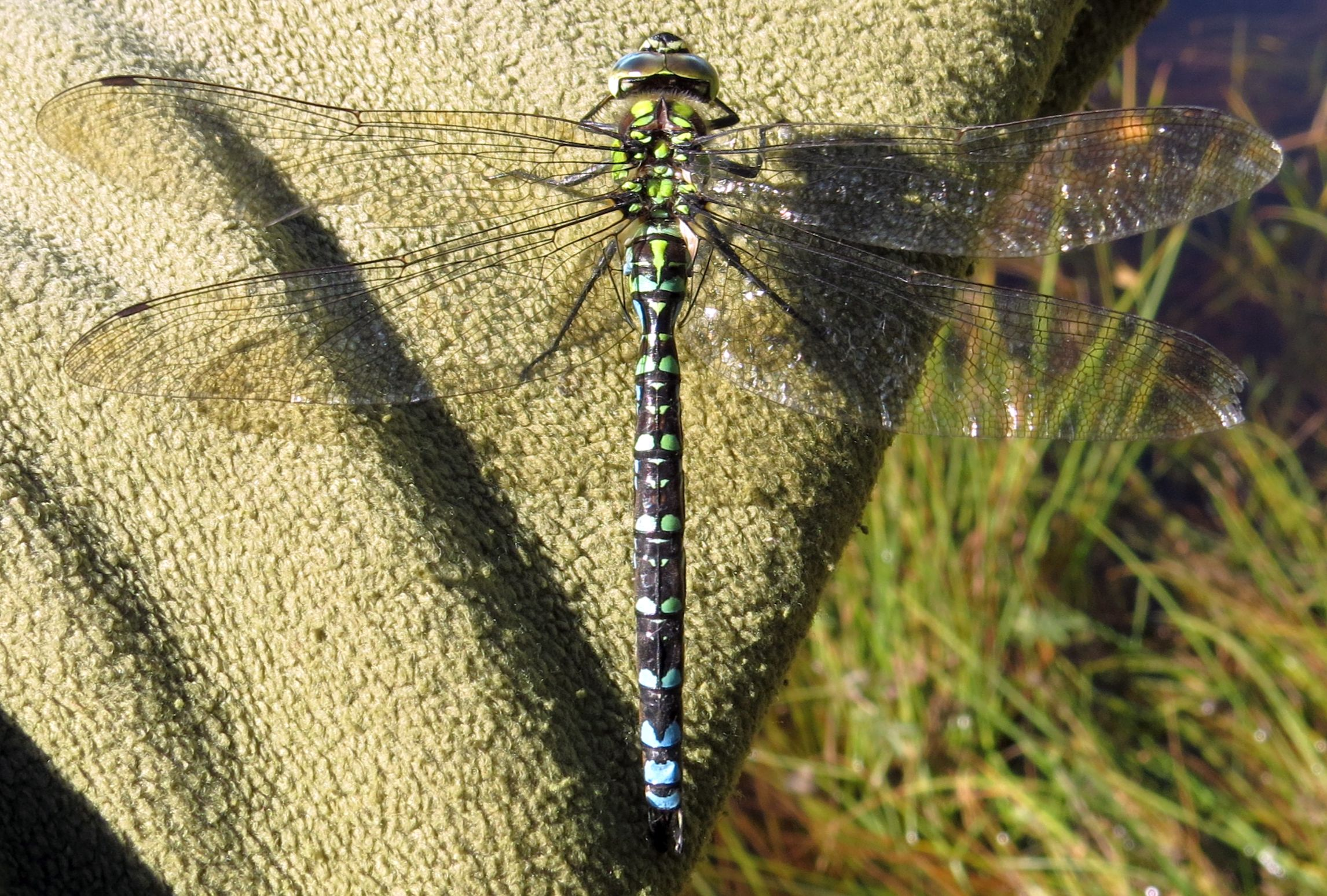
男
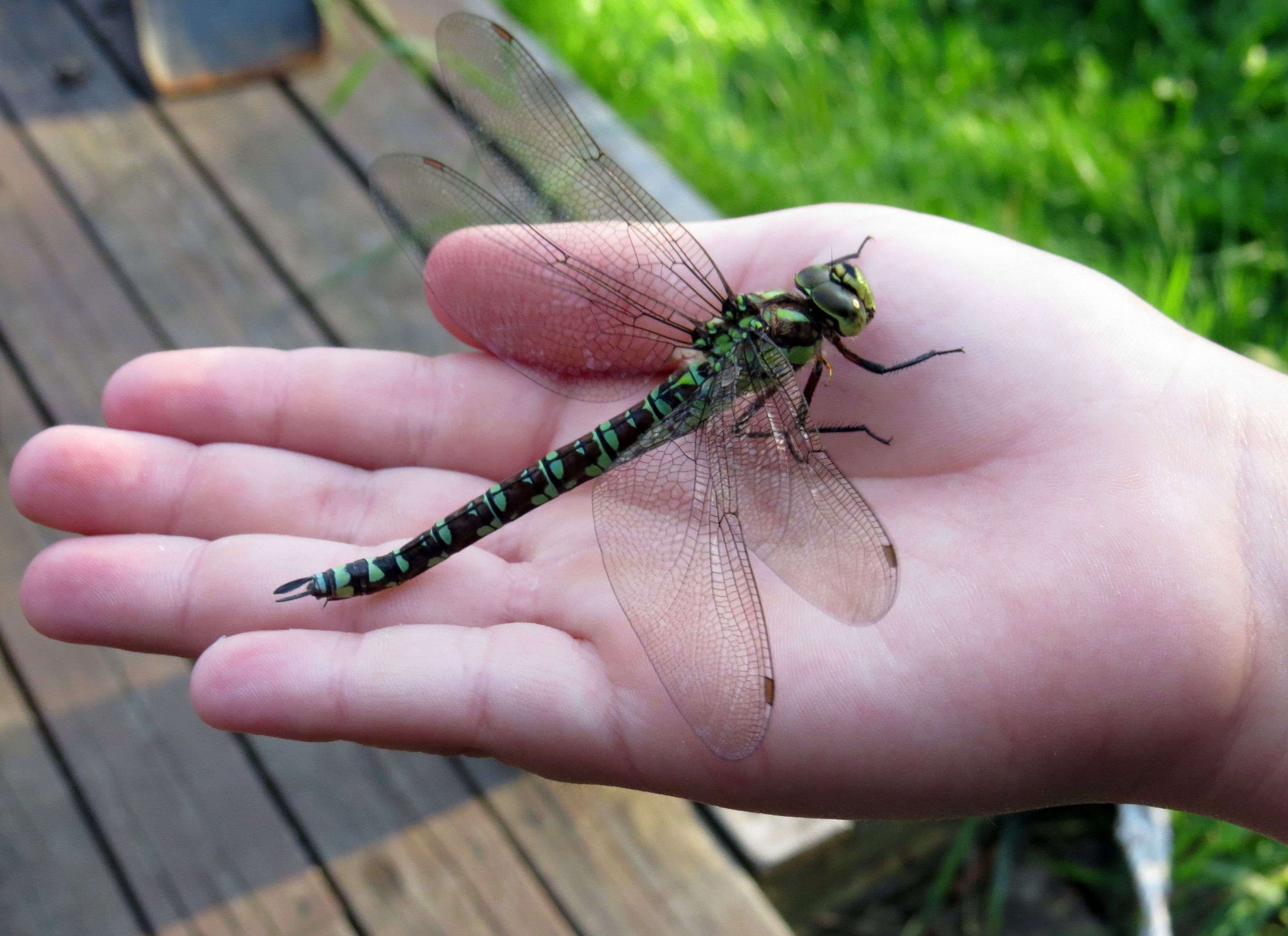
女
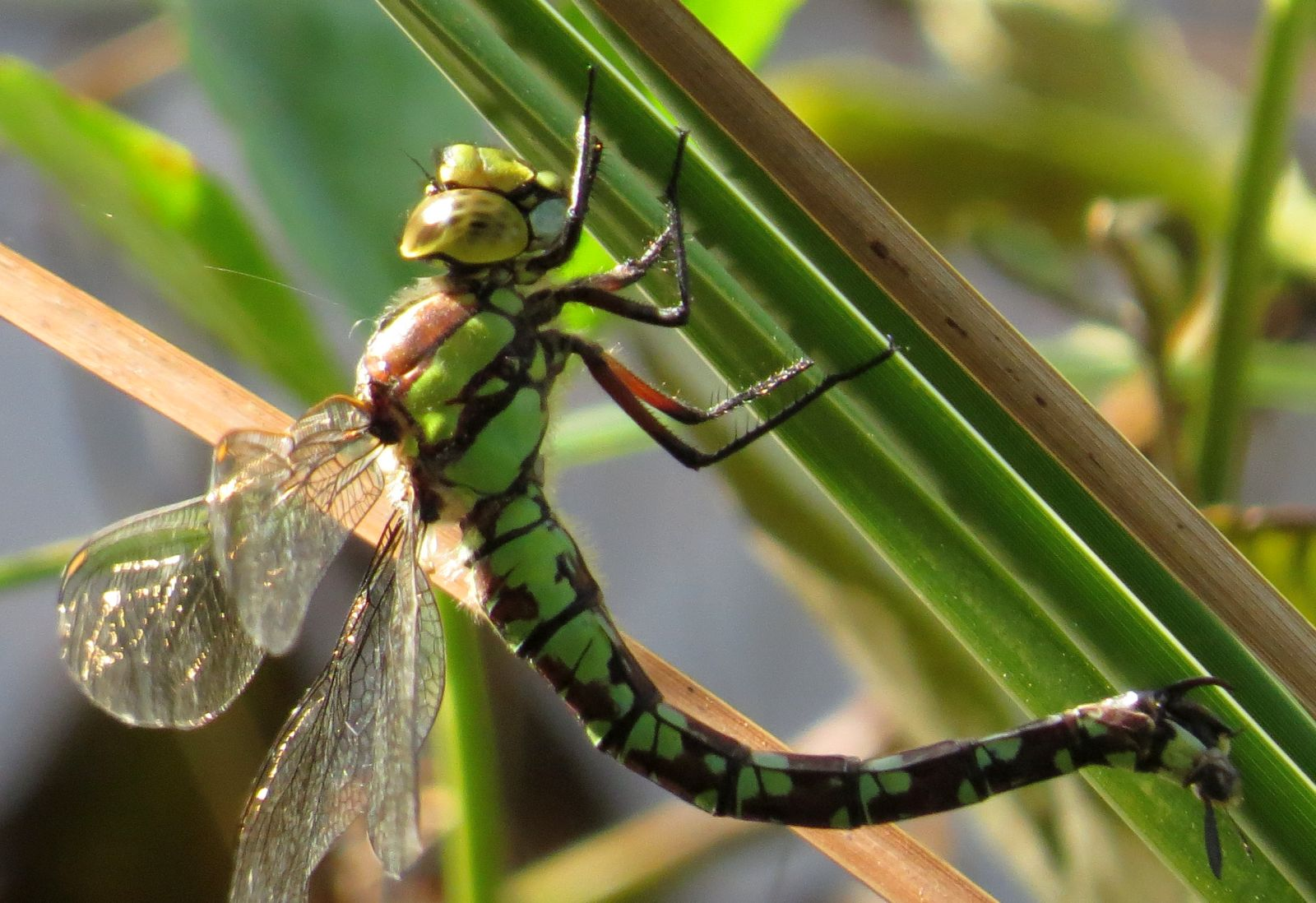
雌性产卵
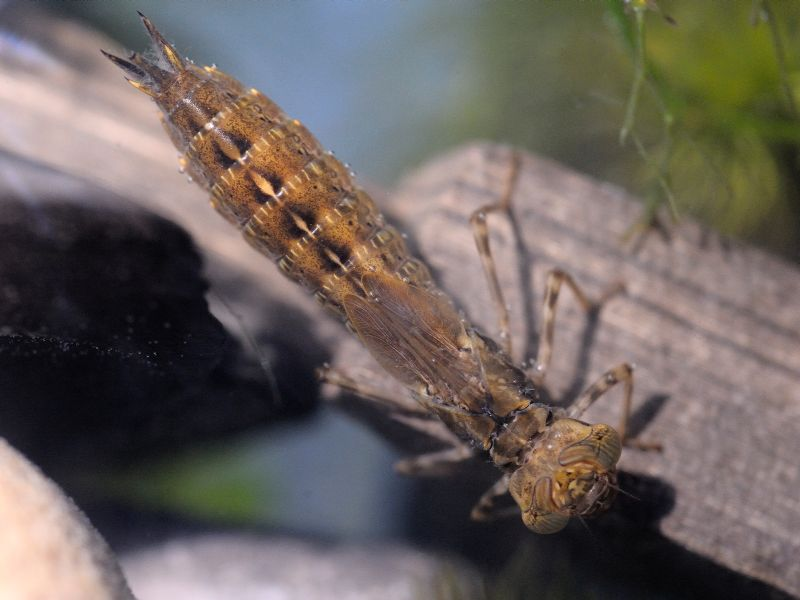
幼虫
- 雌性吃黄蜂，Vespula vulgaris